# Catalina de Aragón
Catalina de Aragón y Castilla, o Catalina de Trastámara y Trastámara (Alcalá de Henares, 16 de diciembre de 1485-Kimbolton, 7 de enero de 1536) fue reina consorte de Inglaterra desde 1509 hasta 1533 como la primera esposa del rey Enrique VIII y madre de María I de Inglaterra; anteriormente fue princesa de Gales por su matrimonio con el heredero al trono Arturo Tudor, primogénito de Enrique VII y hermano mayor de su segundo marido.
Hija de los Reyes Católicos, Catalina tenía tres años cuando fue prometida en matrimonio al príncipe Arturo, heredero del trono inglés. El matrimonio se llevó a cabo en 1501; sin embargo, Arturo falleció cinco meses después. En 1507, actuó como embajadora para la Corte Española en Inglaterra, convirtiéndose en la primera mujer embajadora de la historia europea. En 1509 contrajo matrimonio con Enrique VIII, hermano menor de Arturo, quien había sucedido al trono recientemente. Durante seis meses en 1513, sirvió como regente de Inglaterra mientras Enrique VIII estaba en Francia y fue durante esta regencia que los ingleses resultaron victoriosos en la batalla de Flodden Field contra los escoceses, un acontecimiento en el cual Catalina desempeñó un papel importante.
Hacia 1525, enamorado de su amante Ana Bolena e insatisfecho con su matrimonio con Catalina, que no había producido ningún varón superviviente, Enrique VIII dejó a su hija, la futura María I de Inglaterra, como heredera presunta durante una época en la cual no había ningún antecedente establecido para que una mujer sucediera al trono. Enrique buscó la manera de anular su matrimonio y puso en marcha una cadena de acontecimientos que condujeron a la ruptura de Inglaterra con la Iglesia Católica. Cuando Clemente VII rehusó la declaración de nulidad del matrimonio, Enrique le desafió asumiendo la supremacía sobre los asuntos religiosos. En 1533 el matrimonio se declaró inválido y Enrique se casó con Ana Bolena en juicio del clero en Inglaterra y sin referencia al papa.
Catalina se negó a reconocer oficialmente a Enrique como jefe supremo de la Iglesia de Inglaterra y siguió considerándose tanto la esposa legítima del rey como la verdadera reina, atrayendo mucha simpatía popular. A pesar de esto, Enrique solo la reconoció como princesa viuda. Después de ser desterrada de la Corte, pasó el resto de su vida en el castillo de Kimbolton, donde murió el 7 de enero de 1536. Los súbditos ingleses de Catalina la tenían en alta estima y su muerte desencadenó un largo período de intenso luto entre el pueblo inglés.
El controvertido libro De institutione feminae christianae de Juan Luis Vives, que afirmaba que las mujeres tienen derecho a una educación, fue encargado y dedicado a ella. Tal fue la impresión que Catalina causó en la gente que, incluso su enemigo Thomas Cromwell, dijo de ella: "Si no fuera por su sexo, podría haber desafiado a todos los héroes de la historia". La reina obtuvo un triunfo con la exitosa apelación a favor de la vida de los rebeldes involucrados en Evil May Day, a quienes defendió por el bien de sus familias. Catalina también se ganó la admiración generalizada por iniciar un amplio programa para el socorro de los pobres. La reina fue mecenas del humanismo renacentista y amiga de los grandes eruditos Erasmo de Róterdam y Tomás Moro.

## Infanta de Aragón y Castilla

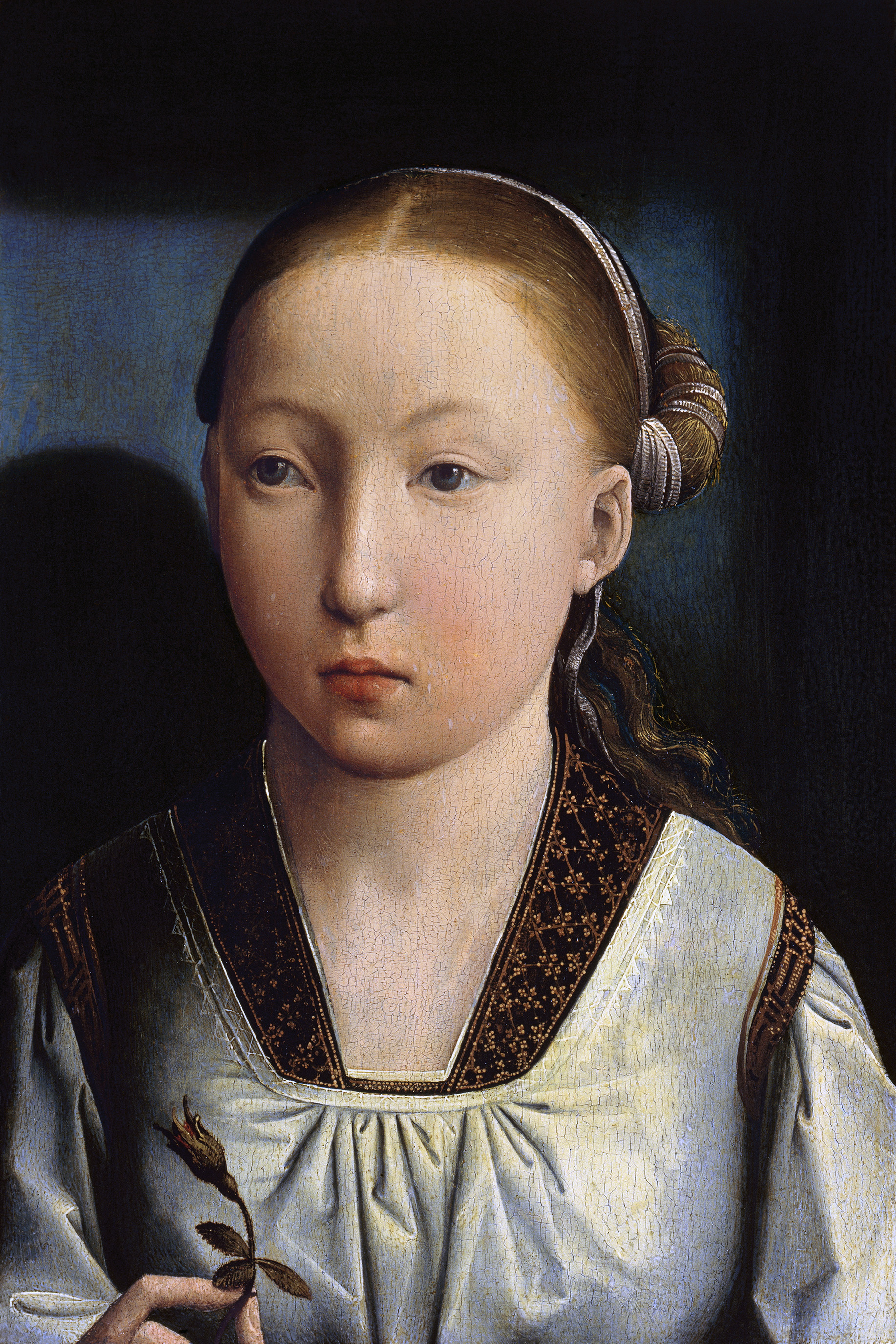
Retrato por Juan de Flandes de Catalina a los once años. Muestra un gran parecido con su hermana, la reina Juana de Castilla.

Nacida en el Palacio Arzobispal de Alcalá de Henares, el 16 de diciembre de 1485, fue la menor de todos los hijos del rey Fernando II de Aragón y de la reina Isabel I de Castilla. Descendía por la línea materna de la casa real inglesa; su bisabuela, Catalina de Lancaster, por quien le pusieron el nombre, y su tatarabuela, Felipa de Lancaster, eran hijas de Juan de Gante y nietas de Eduardo III de Inglaterra. Por ello, era prima en cuarto grado de Enrique VII y de su esposa Isabel de York, padres de Enrique VIII.
Catalina recibió la educación que se le daba entonces a una futura reina: fue educada por Alessandro Geraldini, miembro de las Sagradas Órdenes. Estudió derecho canónico y civil, aritmética, literatura clásica, genealogía y heráldica, historia, filosofía, religión y teología. Tuvo una crianza muy religiosa y desarrolló una fe que desempeñaría un gran papel en su etapa de madurez. Aprendió a hablar, leer y escribir en castellano y latín, además de hablar francés y griego. También fue instruida en habilidades domésticas como la cocina, la danza, el dibujo, el bordado, los buenos modales, hacer encaje, la música, la costura, el hilado y el tejido. Más tarde, el gran erudito Erasmo dijo que a Catalina le "encantaba la buena literatura y que la había estudiado con provecho desde la niñez." Por lo tanto, Catalina llegó a ser excepcionalmente culta para la época, incluso como reina. Según las crónicas inglesas de la época, poseía unas cualidades intelectuales con las que pocas reinas podían rivalizar.
A los seis años contempló la toma de Granada (1492). Allí se quedó a vivir con sus padres, y se instaló más tarde en la cercana Santa Fe. Sus padres estaban tejiendo una red de alianzas matrimoniales en contra de Francia: Juan y Juana con los Habsburgo; Isabel y María de Aragón con Portugal.
Desde muy temprana edad, se consideraba a Catalina como una esposa adecuada para Arturo, príncipe de Gales, primero en la línea de sucesión al trono inglés, gracias a la ascendencia inglesa que había heredado de su madre. Por parte de esta, Catalina gozaba de un derecho legítimo al trono inglés más fuerte que aquel de Enrique VII mediante las dos primeras esposas de Juan de Gante, primer Duque de Lancaster: Blanca de Lancaster y Constanza de Castilla. Por el contrario, Enrique VII era el descendiente de la unión entre Juan de Gante y Catalina de Roet-Swynford, cuyos hijos nacieron fuera de matrimonio, y fueron legitimados solamente después de la muerte de Constanza y el matrimonio sucesivo de Juan con Catalina. A pesar de ser legitimados, a los hijos de Juan y Catalina se les prohibió heredar el trono inglés, una restricción que se ignoró en las siguientes generaciones. A causa de la ascendencia de Enrique VII por esos hijos ilegítimos impedidos de suceder al trono inglés, la monarquía Tudor no era reconocida oficialmente por todos los reinos europeos. Durante esa época, la Casa de Trastámara era la más prestigiosa de Europa gracias al reinado de los Reyes Católicos y por lo tanto la alianza de Catalina y Arturo validó la Casa de Tudor a ojos de la realeza europea y reforzó el derecho de los Tudor al trono inglés gracias al prestigioso linaje de Catalina de Aragón. También le habría ayudado tener un heredero varón, que sin embargo no tuvo. El matrimonio entre Catalina y Arturo se celebró por poderes el 19 de mayo de 1499. Los esposos se escribían en latín hasta que Arturo cumplió los quince años, cuando se decidió que eran lo suficientemente mayores para consumar el matrimonio. Cuando Catalina de Aragón viajó hasta Londres, llevó consigo un grupo de personas de origen africano; una de ellas, Catalina de Cardones, nacida en Motril (Granada) y, posiblemente, el trompetista John Blanke, uno de los primeros músicos africanos con llegada documentada a Londres durante esa época. Causaron una gran impresión en favor de la princesa y en cuanto al poder de su familia.

## Princesa de Gales

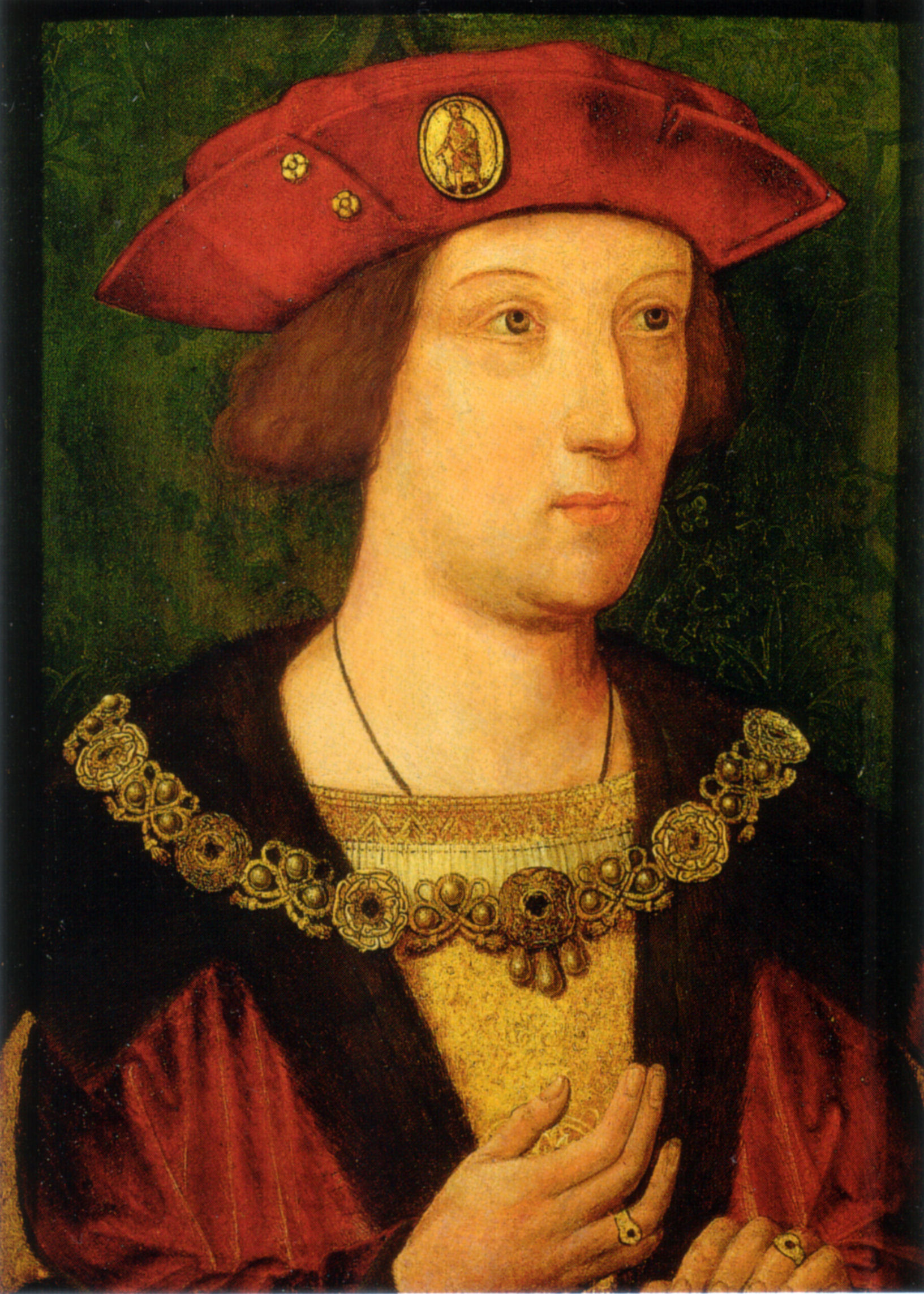
Arturo alrededor del tiempo de su matrimonio, hacia 1501.

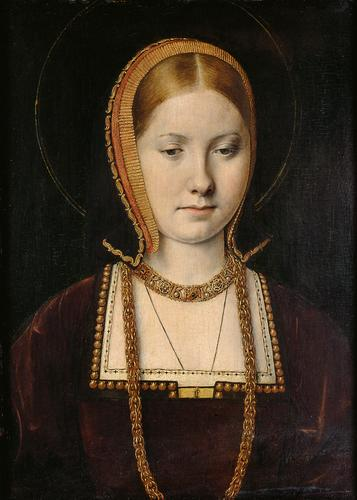
Retrato de una princesa, posiblemente Catalina de Aragón, hacia 1502, por Michael Sittow, a principios del siglo XVI, Kunsthistorisches Museum (Viena).

La política de los Reyes Católicos fue de aislar a Francia. En consonancia con esa política, Catalina fue prometida en matrimonio el 26 de marzo de 1489 con el príncipe Arturo de Gales, primogénito de Enrique VII de Inglaterra, en el Tratado de Medina del Campo. Catalina sufrió mucho al abandonar la Alhambra, ya que había pasado en el castillo rojo su niñez y adolescencia. Cuando la infanta contaba quince años, el 17 de agosto de 1501, su barco zarpó de La Coruña hacia Inglaterra, pero en el golfo de Vizcaya se desarboló, por lo que debió fondear en el puerto de Laredo para iniciar nuevamente el viaje el 27 de septiembre del mismo año.
Tras un mes de navegación, Catalina llegó al puerto de Plymouth, donde fue recibida por el obispo de Bath, en representación del príncipe Arturo. Ambos se conocieron el 4 de noviembre en Dogmersfield en Hampshire. Se sabe poco sobre las primeras impresiones que tuvieron el uno del otro, pero Arturo escribió una carta a sus suegros afirmando que sería «un cariñoso y verdadero marido» y le dijo a sus padres que estaba inmensamente contento de «contemplar la bonita cara de su novia». Sin embargo, su compromiso se dio a conocer cuando apenas tenían 8 y 7 años de edad. Supuestamente, tenían contacto por medio de cartas en latín. Ambos descubrieron que no se podían entender, dado que habían aprendido pronunciaciones del latín distintas. Diez días más tarde, el 14 de noviembre de 1501, Catalina y, para ella, el desconocido y joven príncipe de Gales, se desposaron en la catedral de San Pablo de Londres. Causó una gran impresión a su suegro, el rey. Se había acordado una dote de 200 000 coronas y se pagó la mitad poco después de la boda.
Una vez casado, Arturo fue enviado, como príncipe de Gales al castillo de Ludlow en Shropshire para presidir el Consejo de Gales y Marcas Galesas y fue acompañado por la ahora princesa de Gales. La pareja se instaló en Castle Lodge, Ludlow. Unos pocos meses después, los dos enfermaron, posiblemente del sudor inglés que estaba arrasando la zona. El 2 de abril de 1502, el joven príncipe murió y dejó a Catalina viuda. Según Catalina y las personas de su entorno, el matrimonio con el joven príncipe jamás se había consumado y por tanto ella era todavía virgen. Este punto resultaría el centro de una gran controversia años después.
Llegados a este punto, Enrique VII de Inglaterra se tuvo que enfrentar al reto de evitar la obligación de devolverle la dote al padre de Catalina, pese a que solo había recibido la mitad. Inicialmente, se propuso a sí mismo como marido de su nuera, y al final se acordó que la princesa se casaría con Enrique, duque de York, segundo hijo de Enrique VII y cinco años más joven que ella. No obstante, la muerte de la madre de Catalina, Isabel I de Castilla, hizo que el valor político de su matrimonio disminuyera. Castilla era un reino mucho mayor que Aragón, y lo heredó la hermana mayor de Catalina, Juana de Castilla. Ostensiblemente, el matrimonio fue retrasado hasta que Enrique alcanzara la mayoría de edad, pero Enrique VII pospuso tanto el pago del resto de la dote, ya que parecía improbable que tuviera lugar el matrimonio. Mientras tanto, la princesa vivía virtualmente como prisionera en Durham House en Londres. Algunas de las cartas en las que Catalina se queja a su padre de su tratamiento a manos de Enrique VII han sobrevivido. En una de estas cartas le dice "Yo elijo en lo que creo, y no digo nada. Pues no soy tan simple como parezco". Carecía de dinero y le costaba salir adelante dado que tenía que mantener tanto a sus damas de compañía como a sí misma. En 1507 sirvió como embajadora española en Inglaterra, siendo la primera mujer embajadora de la historia europea. Aunque Enrique VII y sus consejeros esperaban que Catalina fuese fácil de manipular, ella les mostró que estaban equivocados.
El matrimonio con el hermano de Arturo dependía de la concesión de una dispensa papal porque el derecho canónico prohibía que un hombre se casara con la viuda de su hermano. Catalina testificó que su matrimonio con Arturo no se había consumado debido a la juventud y al carácter enfermizo del príncipe, hecho que fue certificado por el papa Julio II. Por otra parte, el derecho canónico solo consideraba válido un matrimonio consumado.

## Reina de Inglaterra (1509-1533)

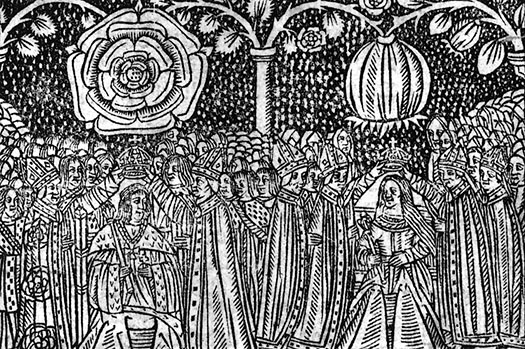
Grabado en madera del siglo XVI de la coronación de Enrique VIII y Catalina de Aragón, ambos mostrando sus emblemas heráldicos, la Rosa Tudor y la Granada.

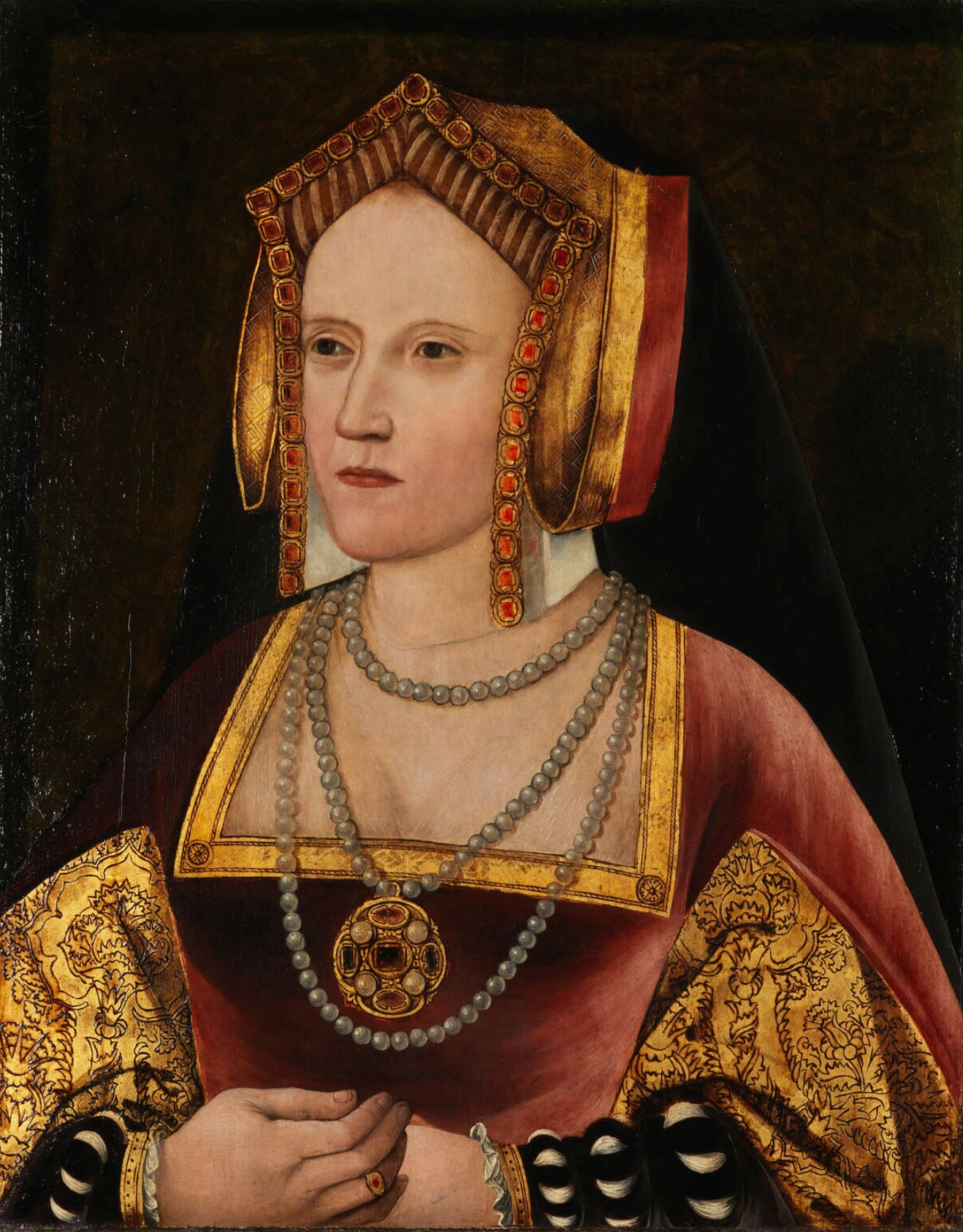
Retrato anónimo de Catalina de Aragón, hacia 1520. palacio de Lambeth.

### Boda
En 1509 falleció Enrique VII y su hijo Enrique VIII asumió el reinado, mostrando su deseo de poseer cuanto antes a la princesa. Por esa razón, la boda de ambos se celebró dos meses después, el 11 de junio de 1509, siete años tras la muerte de Arturo. La pareja se casó en una ceremonia privada en la Iglesia de Greenwich, cuando Catalina tenía 23 años mientras que al rey solo le faltaban unos días para cumplir los 18.

### Coronación
El sábado 23 de junio, se produjo la procesión tradicional a Westminster, que solía celebrarse el día anterior a la coronación de los reyes ingleses, fue recibida por una gran multitud entusiasmada. Según la costumbre, los recién casados pasaron la noche antes de su coronación en la Torre de Londres. El domingo 24 de junio de 1509, siendo también el día de pleno verano, Enrique VIII y Catalina fueron ungidos y coronados juntos por el Arzobispo de Canterbury en una ceremonia dadivosa, celebrada en la Abadía de Westminster. A continuación se sirvió un banquete en el Hall de Westminster. También se crearon muchos nuevos caballeros del Orden del Baño en honor a la coronación. Durante el mes siguiente, la reina se presentó al público inglés en muchas ocasiones sociales. Causó una impresión excelente y fue muy bien recibida por el pueblo inglés.

### Embarazos e hijos
El 31 de enero de 1510, Catalina dio a luz prematuramente a una hija mortinata. Un hijo, Enrique, Duque de Cornualles, nació en el año nuevo de 1511 y falleció repentinamente 53 días después el 22 de febrero de 1511. La causa de muerte no fue documentada. En 1513, Catalina volvió a quedarse embarazada, pero también este hijo fue mortinato o falleció poco después de nacer cuando Enrique había vuelto de Francia. En diciembre de 1514, tuvo otro hijo, que solo vivió unas horas. El 18 de febrero de 1516, Catalina dio a luz a una hija sana. Le pusieron el nombre de María y fue bautizada tres días después en una gran ceremonia en la iglesia de los Frailes Franciscanos Observantes. En 1518, Catalina quedó encinta por última vez. El 10 de noviembre nació una hija, pero el bebé era débil y murió al cabo de unas horas. En total, Catalina tuvo seis embarazos documentados.

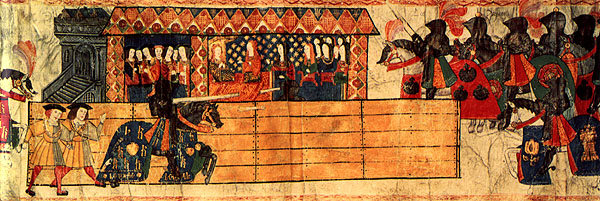
Catalina observando a Enrique justar en honor del nacimiento de un hijo. El caballo de Enrique está engalanado con la inicial de Catalina en inglés, "K".

| Nombre                       | Nacimiento              | Muerte                  | Notas                        |
| ---------------------------- | ----------------------- | ----------------------- | ---------------------------- |
| Bebé de sexo femenino        | 31 de enero de 1510     | 31 de enero de 1510     | Mortinata                    |
| Enrique, duque de Cornualles | 1 de enero de 1511      | 23 de febrero de 1511   | Vivió 53 días                |
| Bebé de sexo masculino       | octubre 1513            | octubre 1513            | Mortinato o vivió unas horas |
| Bebé de sexo masculino       | diciembre 1514          | diciembre 1514          | Vivió unas horas             |
| María I, reina de Inglaterra | 18 de febrero de 1516   | 17 de noviembre de 1558 | Única hija superviviente     |
| Bebé de sexo femenino        | 10 de noviembre de 1518 | 10 de noviembre de 1518 | Vivió unas horas             |

### Influencia

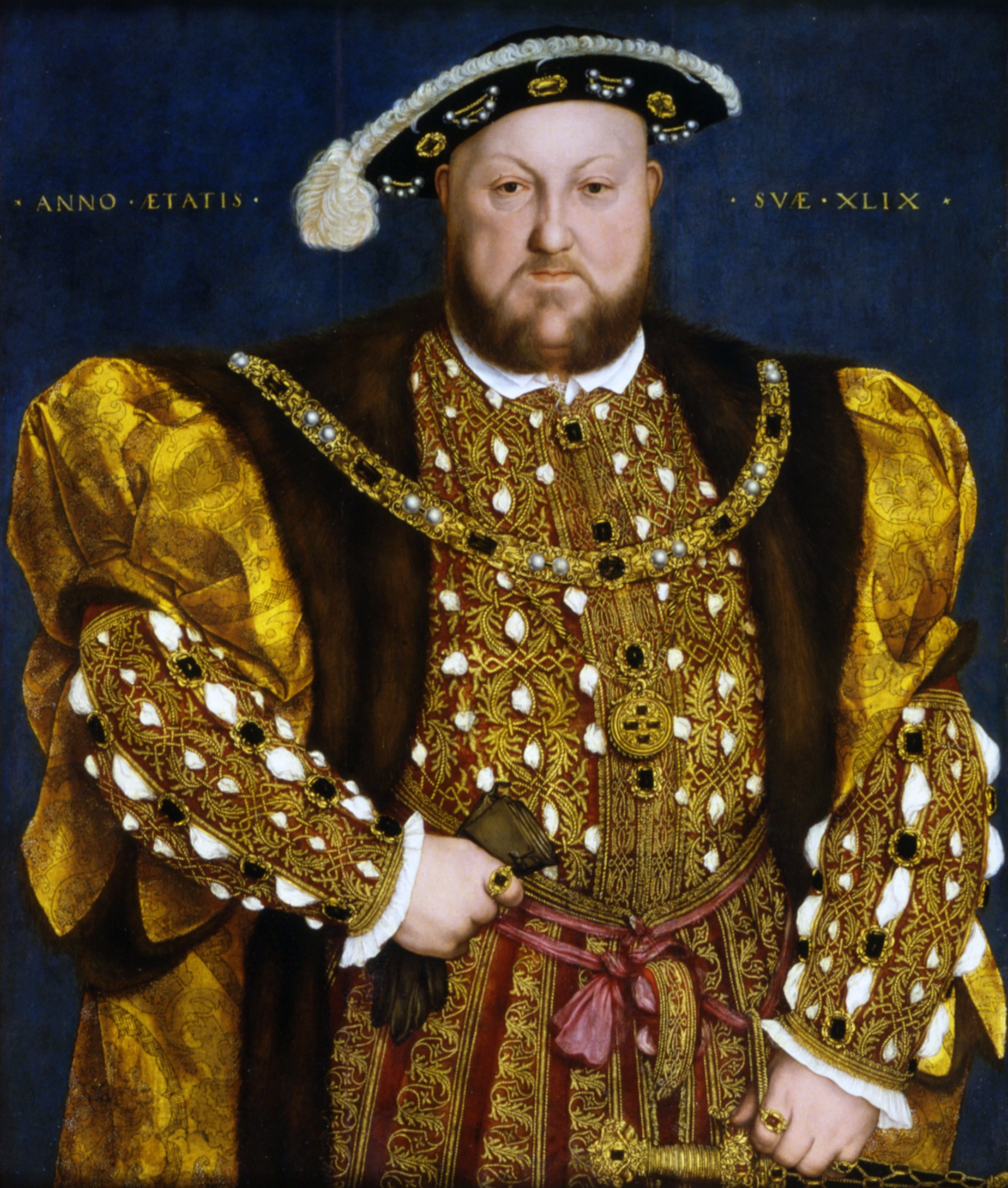
Retrato de Enrique VIII por Hans Holbein el Joven hacia 1540.

El 11 de junio de 1513, Enrique nombró a Catalina como regente o gobernadora de Inglaterra mientras viajaba a Francia para la batalla de Guinegate. Cuando Luis I de Orleans, duque de Longueville, fue capturado en Thérouanne, Enrique lo mandó a vivir a la corte de Catalina. Ella le escribió una carta a Wolsey, diciéndole que tanto ella como su consejo preferirían que el duque se alojara en la Torre de Londres, ya que los escoceses estaban "tan ocupados como lo están ahora". También añadió sus oraciones para que «Dios nos traiga tanta suerte contra los escoceses, como tiene allí el rey». La guerra con Escocia mantenía ocupados a sus súbditos y ella estaba «horriblemente atareada con hacer estandartes, pancartas e insignias» en el palacio de Richmond. Los escoceses invadieron y el 3 de septiembre Catalina le ordenó a Thomas Lovell que reuniera un ejército de los condados del centro de Inglaterra. Catalina, a pesar de estar embarazada, cabalgó hacia el norte en armadura completa para dirigirse a las tropas (dio a luz a un hijo mortinato alrededor de octubre) Enrique más tarde, se vio de nuevo en un asunto delicado por el supuesto acto de su esposa en la pelea que dio, acto por el cual falleció su hijo. Su impresionante discurso fue relatado por el historiador Pedro Mártir de Anglería en Valladolid una quincena más tarde. Aunque un boletín informativo italiano afirmó de que Catalina estaba cien millas al norte de Londres cuando le llegó la noticia de la victoria en la batalla de Flodden Field, en realidad estaba cerca de Buckingham. Desde Woburn Abbey le envió una carta a Enrique junto a un trozo del chaquetón sangriento de Jacobo IV de Escocia, muerto en batalla, para que el rey lo utilizara como bandera en el asedio de Tournai.
A medida que Catalina envejecía, aumentó su dedicación religiosa tanto como su interés en asuntos académicos. Continuó ampliando sus conocimientos además de ocuparse del entrenamiento y la instrucción de su hija. La educación de las mujeres se puso de moda debido, en parte, a la influencia de Catalina. También donó sumas de dinero considerables a varias universidades. Sin embargo, Enrique todavía consideraba un heredero varón como algo imprescindible. La Dinastía Tudor era nueva y su legitimidad aún podía ser desafiada. La última vez que una mujer (la emperatriz Matilde) había heredado el trono, se había desencadenado una larga guerra civil (1135-54), cuyos desastres estaban aún frescos en la memoria colectiva por culpa de la Guerra de las Dos Rosas.
En 1520 el emperador Carlos V, sobrino de Catalina, realizó una visita de Estado a Inglaterra y esta instó a Enrique que se aliara con Carlos en vez de con Francia. Inmediatamente después de la partida del emperador, Catalina acompañó a Enrique a Francia para visitar a Francisco I y gozar del célebre Campo del Paño de Oro. Dos años más tarde, se declaró la guerra contra Francia y Carlos V fue recibido una vez más en Inglaterra, donde comenzaron los planes para prometerle en matrimonio a la joven María.

## El «gran asunto» del rey

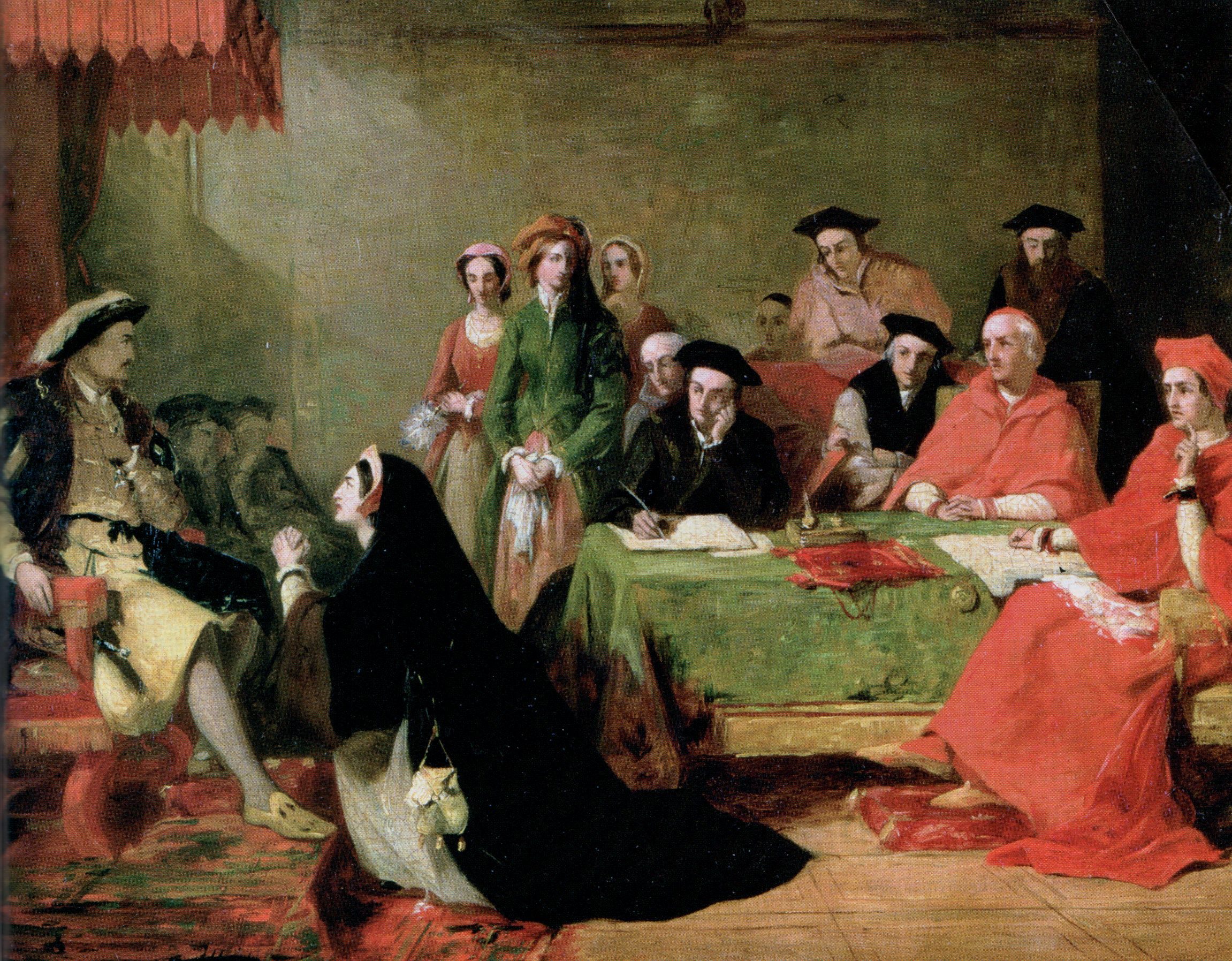
Catalina suplicando en el juicio contra ella por parte de Enrique. Cuadro por Henry Nelson O'Neil.

En 1525, Enrique VIII se enamoró de Ana Bolena, una dama de compañía de la reina Catalina que era nueve años más joven que él y empezó a cortejarla; por estas fechas Catalina ya no podía concebir hijos (tenía 40 años). Enrique empezó a creer que su matrimonio estaba mal y buscó confirmación en la Biblia, que interpretó como si afirmase que si un hombre se casa con la viuda de su hermano, el matrimonio será estéril. Incluso si no se había consumado el matrimonio con Arturo, (y Catalina insistiría hasta su muerte en que era virgen cuando llegó al tálamo de Enrique), la interpretación del texto bíblico de Enrique significaba que el matrimonio había sido indecente a ojos de Dios. La cuestión de que si el papa que presidió el matrimonio de Enrique y Catalina había tenido el derecho de decidir en contra del impedimento bíblico indicado por Enrique se convertiría en tema candente de una campaña en la que el rey intentaría arrancarle una declaración de nulidad al papa en ejercicio. Es posible que la idea de una declaración de nulidad se le haya sugerido a Enrique mucho antes y muy probable que fuera motivada por su deseo de tener un hijo. Antes de que el padre de Enrique sucediera al trono, Inglaterra se encontraba sitiada por conflicto armado a causa de reclamos rivales a la Corona inglesa y quizá Enrique quería evitar una incertidumbre semejante sobre la sucesión.

Mis tribulaciones son tan grandes, mi vida tan perturbada por los planes inventados a diario para promover la intención retorcida del rey, las sorpresas que me da el rey, con ciertas personas de su consejo, y mi tratamiento es lo que sabe Dios, que es lo suficiente para acortar diez vidas, mucho más la mía.

Pronto, el único objeto absorbente del deseo de Enrique se convirtió en asegurar una declaración de nulidad. Catalina fue desafiante cuando se le sugirió que se retirara discretamente a un convento, diciendo «Dios nunca me llamó a un convento. Yo soy la verdadera y legítima esposa del rey». Enrique tuvo esperanzas con una apelación a la Santa Sede, actuando independientemente del cardenal Thomas Wolsey, además de no contarle nada de sus planes. William Knight, el secretario del rey, fue enviado al papa Clemente VII para demandar una declaración de nulidad con el argumento de que la bula del papa Julio II se había obtenido bajo falsas declaraciones.
Sin embargo, por aquel entonces el papa era el prisionero del sobrino de Catalina (Carlos V) tras el saqueo de Roma en mayo de 1527, y por lo tanto, a Knight le resultó difícil obtener acceso para verle. Al final, el enviado de Enrique tuvo que regresar a Inglaterra sin haber conseguido gran cosa. Ahora a Enrique no le quedaba más remedio que encargarle este gran asunto a Thomas Wolsey, que hacía todo lo posible para asegurar una decisión a favor de Enrique.

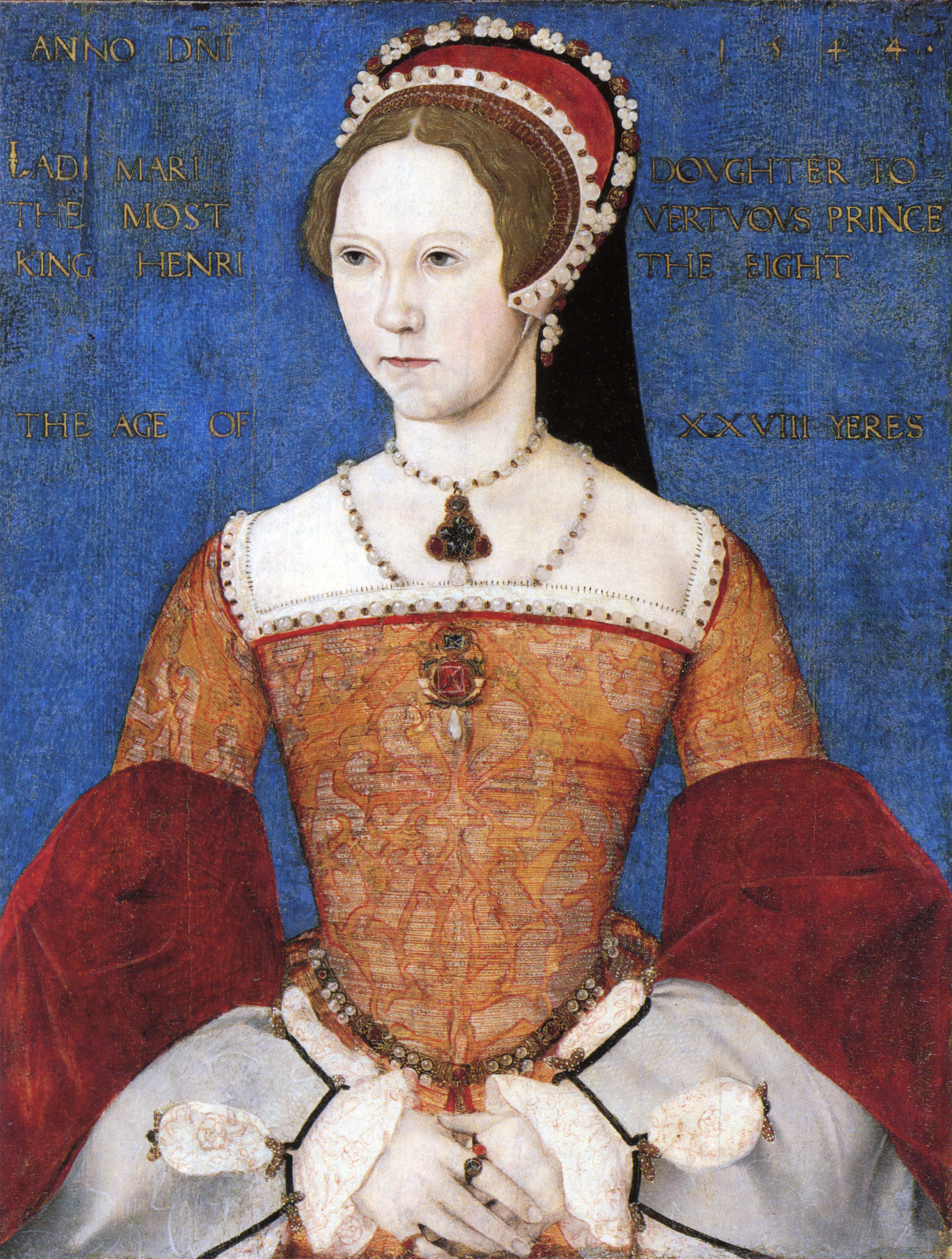
Lady María hija de Catalina y Enrique con 28 años.

Wolsey incluso llegó hasta tal punto de convocar una corte eclesiástica en Inglaterra a la que asistieron Catalina y Enrique, y en la cual presidía un representante del papa. Aquí, el 21 de junio de 1529, es donde Catalina pronunció su célebre discurso; se levantó, y, lentamente, con los ojos de todos fijos en ella, rodeó la apretada fila de obispos, subió al otro lado de la tribuna y se arrodilló a los pies de su marido:

Señor, os suplico por todo el amor que ha habido entre nosotros, que me hagáis justicia y derecho, que tengáis de mí alguna piedad y compasión, porque soy una pobre mujer, una extranjera, nacida fuera de vuestros dominios. No tengo aquí ningún amigo seguro y mucho menos un consejo imparcial. A vos acudo como cabeza de la Justicia en este Reino.

Pongo a Dios y a todo el mundo por testigos de que he sido para vos una mujer buena, humilde y obediente, siempre conforme con vuestra voluntad y vuestro gusto… siempre satisfecha y contenta con todas las cosas que os complacían o divertían, ya fueran muchas o pocas… he amado a todos los que vos habéis amado solamente por vos, tuviera o no motivo y fueran o no mis amigos o mis enemigos. Estos veinte años o más he sido vuestra verdadera mujer y habéis tenido de mí varios hijos, si bien Dios ha querido llamarles de este mundo. Y cuando me tuvisteis por primera vez, pongo a Dios por testigo de que yo era una verdadera doncella no tocada por varón. Invoco a vuestra conciencia si esto es verdad o no [...] Me asombra oír qué nuevas invenciones se inventan contra mí, que nunca procuré más que la honorabilidad, y me obliga a oponerme al orden y al juicio de este nuevo tribunal, en el que tanto daño me hacéis.

Y os suplico humildemente que en nombre de la caridad y por amor a Dios, que es el supremo juez, me evitéis la comparecencia ante este tribunal en tanto mis amigos de España no me hayan aconsejado cuál es el camino que me corresponde seguir. Pero si no queréis otorgarme tan menguado favor, cúmplase vuestra voluntad, que yo a Dios encomiendo mi causa.

Y con una profunda reverencia al rey y sin una mirada siquiera a los dos legados o a los obispos que estaban reunidos, se dirigió lentamente hacia la puerta de la Gran Sala. Un espectador oyó que el gentilhombre de Catalina, Griffith, le decía tímidamente: «Mi señora, sois llamada de nuevo» y, en efecto, la tercera convocatoria formal del tribunal se estaba pronunciando desde los estrados. «No importa» respondió, «para mí, este tribunal no es imparcial. No permaneceré aquí». No obstante, Clemente VII no tuvo intención de permitir que se llegara a una decisión en Inglaterra y su enviado papal fue retirado. (Es difícil saber hasta que punto Carlos V influenció al papa, pero Enrique tenía claro que era improbable que el papa declarara nulo su matrimonio con la tía del Emperador). El papa prohibió que Enrique se volviera a casar antes de haberse tomado una decisión en Roma. Wolsey había fracasado y fue despedido de su cargo público en 1529. A continuación Wolsey comenzó a tramar un complot secreto para forzar Ana Bolena al exilio, y empezó a comunicarse con el papa para lograr ese fin. Cuando se descubrió la conspiración, Enrique ordenó el arresto de Wolsey, y de no haber sido un enfermo terminal que en efecto falleció en 1530, quizá habría sido ejecutado por traición. Un año después, Catalina fue desterrada de la Corte, y se concedieron sus antiguos apartamentos a Ana Bolena. Cuando murió el arzobispo de Canterbury William Warham, se nombró a Thomas Cranmer, el capellán de la familia Bolena, como sucesor al puesto libre.
Por último, Enrique se casó el 25 de enero de 1533 con Ana Bolena, ya embarazada de la futura reina Isabel I. El Arzobispo de Canterbury, Thomas Cranmer, declaró nulo el matrimonio del rey con Catalina (23 de mayo de 1533). Enrique VIII se separó de la obediencia a la Iglesia católica de Roma en 1534 y se hizo reconocer como jefe supremo de la nueva Iglesia de Inglaterra.

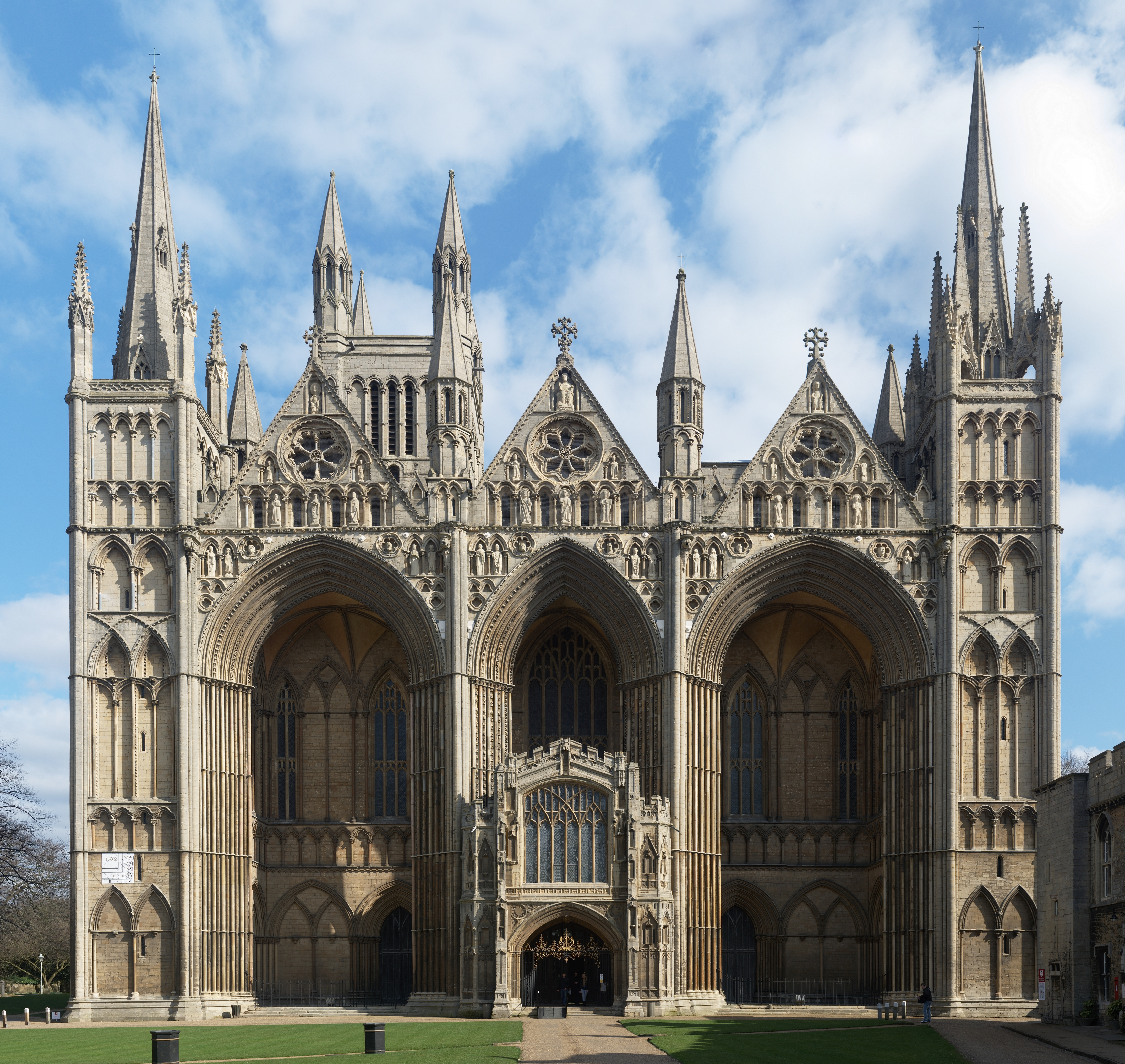
Catedral donde se encuentra la tumba de Catalina.

Cuando Enrique decidió buscar la declaración de nulidad su matrimonio con Catalina, Juan Fisher se convirtió en el consejero más leal de la reina y en uno de sus partidarios principales. Juan asistió a la corte del enviado papal en nombre de ella, y conmocionó a las personas presentes con la franqueza de su lenguaje y con la declaración de que, como Juan el Bautista, estaba dispuesto a morir para defender la indisolubilidad del matrimonio. Esto enfureció tanto a Enrique que redactó un largo discurso en latín dirigido a los legados en respuesta al discurso de Fisher. La copia de Fisher aún existe, con el margen lleno de sus anotaciones manuscritas, demostrando lo poco que temía la ira de Enrique. La labor de Fisher terminó cuando la causa a Roma fue eliminada, pero Enrique jamás le perdonó. Entre otras personas que apoyaban la causa de Catalina se encontraban Tomás Moro, María Tudor, reina de Francia la propia hermana del rey, (aunque como miembro de la familia Tudor y de sangre real, estaba exenta de cualquier castigo y ejecución), María de Salinas, el emperador Carlos V, Paulo III y los reformadores protestantes Martín Lutero y William Tyndale.

## Destierro y muerte

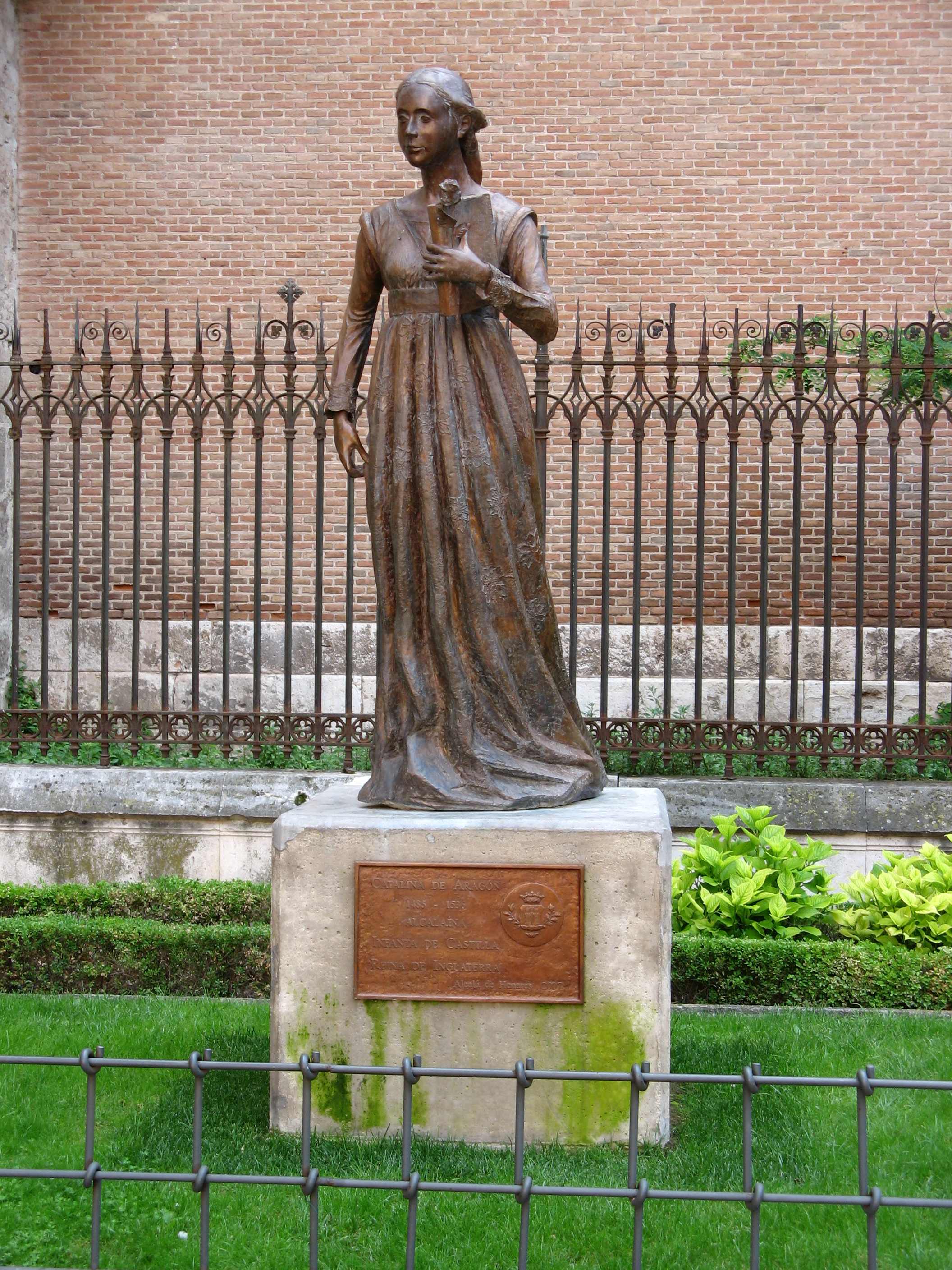
Estatua de Catalina de Aragón en su ciudad natal, Alcalá de Henares.

Al regresar de Dover de una reunión con Francisco I de Francia en Calais, Enrique se casó con Ana Bolena en una ceremonia secreta. Algunas fuentes especulan que Ana ya estaba embarazada y Enrique no quería correr el riesgo de que el niño naciera ilegítimo, pero otras testifican que Ana, observando que su hermana María Bolena había sido amante del rey y que luego este la dejó de lado, se negó a acostarse con Enrique hasta que se casaran. Enrique defendió la legalidad de la unión señalando que Catalina había estado casada anteriormente. Si se había consumado el matrimonio entre ella y Arturo, el derecho canónico indicaba que Enrique estaba en su derecho de volverse a casar. El 23 de mayo de 1533, Thomas Cranmer actuó como juez en una corte especial convocada en el Priorato de Dunstable para dictaminar la validez del matrimonio de Enrique con Catalina. Cranmer declaró el matrimonio ilegal, pese a la testificación de Catalina de que ella y Arturo nunca habían tenido relaciones sexuales. Cranmer luego dictaminó el matrimonio de Enrique con Ana Bolena como válido cinco días más tarde, el 28 de mayo de 1533.
Hasta su muerte, Catalina seguiría refiriéndose a sí misma como la esposa legítima de Enrique y la única verdadera reina de Inglaterra, y sus criados continuaron usando ese título cuando se le dirigían. Enrique le privó el derecho a cualquier título salvo aquel de "princesa viuda de Gales" en reconocimiento de su estatus como la viuda de su hermano.
Catalina se instaló en el castillo del More en el invierno de 1531/32. En 1535 fue trasladada al castillo de Kimbolton, donde se confinó a un solo cuarto (del cual salía solamente para asistir a misa), no llevaba puesto más que el cilicio de la Orden de San Francisco y ayunaba continuamente. Se le permitían visitas ocasionales, pero le estaba prohibido ver a su hija María. También tenían prohibido comunicarse de forma escrita, pero sus partidarios llevaban discretamente las cartas de una a la otra. Enrique les ofreció mejor alojamiento y permiso para verse si reconocían a Ana Bolena como la nueva reina. Ambas se negaron.
A fines de octubre de 1535, sintiendo que se acercaba el fin, Catalina hizo su testamento y le escribió a su sobrino, Carlos V, pidiéndole que protegiera a su hija. En diciembre, María de Salinas, amiga de Catalina que había viajado con ella a Inglaterra cuando se casó, se enteró de que Catalina estaba muy enferma y se dispuso a verla. María llegó a Kimbolton y prácticamente irrumpió en el castillo, inventando la excusa de que la carta dando licencia para su entrada estaba en camino y suplicando a los guardias que no echaran fuera a una mujer en una noche fría de invierno. Salinas encontró a Catalina muy enferma. Acababa de cumplir cincuenta años. Apenas podía acomodarse en la cama, mucho menos ponerse de pie. Había sido incapaz de comer o retener la comida durante varios días, y un dolor de estómago había impedido que durmiera más de dos horas en total durante las seis noches anteriores. Las visitas y el cariño de María de Salinas le levantaron la moral e hicieron que mejorara su salud. Catalina empezó a comer y a retener la comida. Su salud continuó mejorando durante los días siguientes. El 6 de enero se acomodó en la cama, se arregló el pelo y se vistió la cabeza. No obstante, Catalina estaba preocupada de que no duraría hasta la luz del día y esperó hasta el amanecer para que su confesor, Jorge de Athequa, le diera la comunión. A continuación, Catalina se dedicó a rezar, murmurando oraciones hasta que finalmente falleció poco antes de las dos de la tarde, el 7 de enero de 1536. El día siguiente, la noticia de su muerte le llegó al rey. En aquel entonces circulaban rumores de que había sido envenenada, posiblemente por Gregory di Casale. Según el cronista Edward Hall, Ana Bolena se vistió de amarillo por el luto. Esto se interpretó de varias maneras; Polidoro Virgilio lo interpretó como que Ana no estaba de duelo. Chapuys documentó que era de hecho Enrique el que se vistió de amarillo, celebrando la noticia y mostrando a su hija tenida con Ana, Isabel, con orgullo a los cortesanos. Esto lo vieron muchos como desagradable y vulgar.

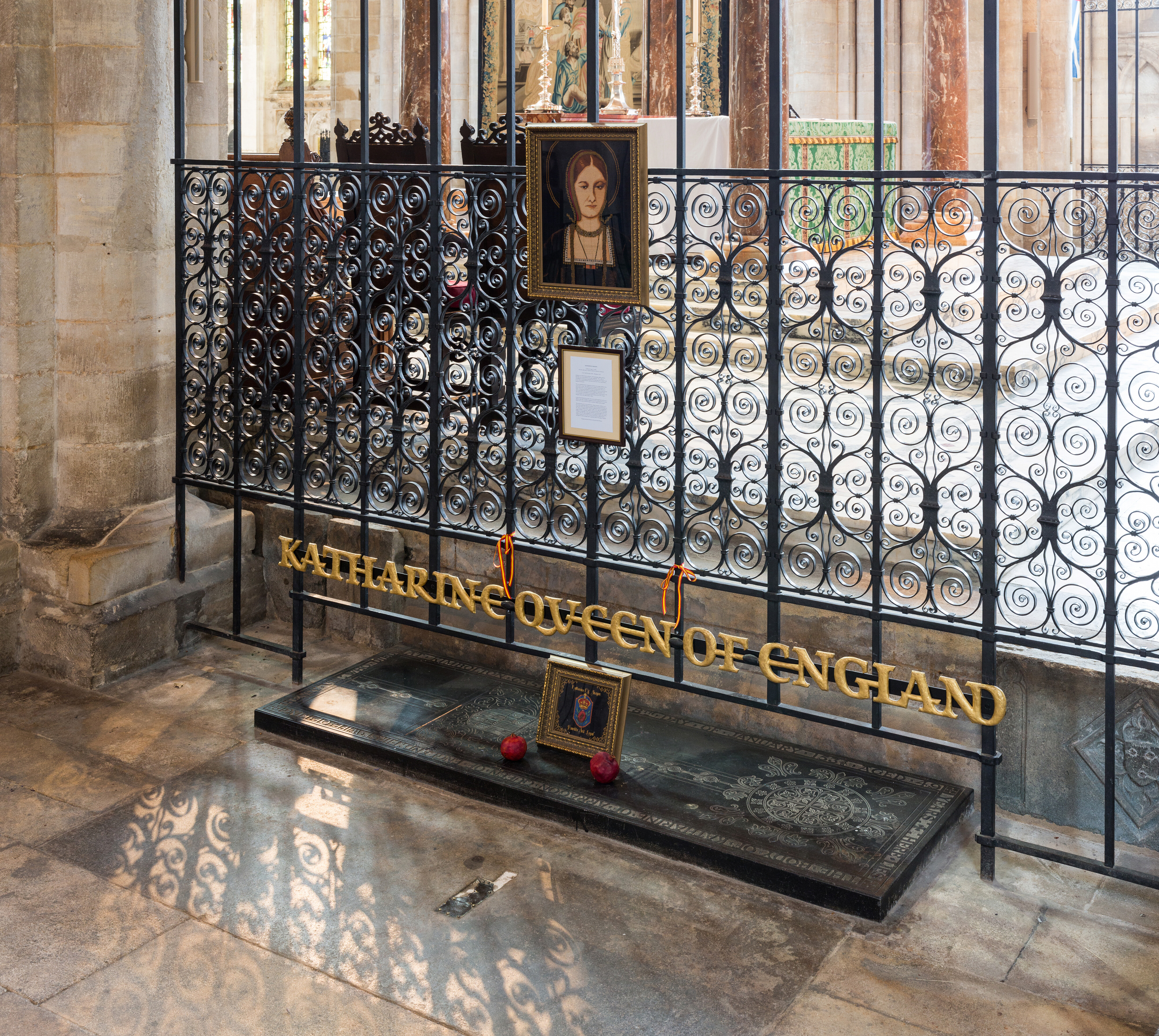
Tumba de Catalina de Aragón en el interior de la catedral, con la leyenda "Catalina Reina de Inglaterra".

El día del funeral de Catalina, Ana Bolena sufrió un aborto de un hijo varón. Entonces empezaron a aparecer rumores de que Catalina había sido envenenada por Enrique o Ana, o incluso por ambos, dado que Ana había amenazado con asesinar a Catalina y a María en varias ocasiones. Los rumores se produjeron tras el presunto descubrimiento de una neoplasia negra en el corazón durante el embalsamamiento del cuerpo, posiblemente causada por el envenenamiento. El embalsamador encargado de preparar el cadáver de Catalina «encontró todos los órganos internos sanos y normales, con excepción del corazón, siendo muy negro y espantoso a la vista». El embalsamador, en realidad un abacero cuya especialidad era la cera, partió el corazón por la mitad y, aunque lo lavó varias veces, permaneció tercamente negro. Los expertos médicos coinciden en que la coloración del corazón no se debió a la intoxicación, sino probablemente a un cáncer, una enfermedad que se desconocía en esa época.
Catalina fue sepultada en la catedral de Peterborough con la ceremonia debida a una princesa de Gales viuda, no la correspondiente a una reina. Enrique no asistió al funeral y también prohibió que asistiera María. Todos los 29 de enero, aniversario de su entierro, tienen lugar unos actos conmemorativos en la catedral.

## Semblanza
Catalina era, según cronistas castellanos, la que más se parecía físicamente a su madre: en su juventud posiblemente tuviera una cabeza hermosamente proporcionada con un cuerpo robusto y ágil, paso ligero y erguido, pies y manos pequeños, ojos grises, era de baja estatura con el pelo rubio-rojizo, además de tener una cara redonda y la tez pálida. Enrique VII dice lo siguiente al conocerla: «Mucho hemos admirado su belleza, así como sus modales agradables y dignos». A su entrada en Londres en 1501 se dijo de ella que no había «nada en ella que le faltaría a la doncella más hermosa». Durante su primer año como reina, fue descrita por su confesor Fray Diego Fernández como «la criatura más hermosa del mundo», y por otros como: «delicada y graciosa, con unos ojos bonitos». Más tarde, reflexionarán Tomás Moro y Lord Herbert sobre su apariencia: «Había pocas mujeres que podían competir con la reina [Catalina] cuando estaba en la flor de la vida». Así mismo, tanto en La Crónica de Hall, como en el folleto "The Receyte of the Lady Kateryne", se describe su cabello como «de una gran longitud, bermejo claro, hermoso y grato de contemplar». En cambio conforme pasaron los años los observadores dejaron de ser tan entusiastas con su belleza, a veces incluso al revés. Gerard de Pleine, diplomático flamenco que la conoce en 1514 escribe: «Es de una disposición alegre y graciosa; todo lo contrario de la reina su hermana en el color y la forma». En 1515, cuando contaba con 29 años, Nicolo Sagudino, secretario del embajador veneciano Giustiniani dice de ella que es «más bien fea que lo contrario». El propio Sebastiano Giustiniani, que la conoce en 1519, dice lo siguiente:« La reina es la hermana de la madre del rey de España, ahora llamado el Rey de los Romanos. Tiene treinta y cinco años (en realidad, aun no había cumplido los treinta y cuatro) y no es bonita, aunque tiene una muy hermosa tez. Es religiosa y tan virtuosa como las palabras pueden expresar. Yo la he visto, pero pocas veces». En el marco de su visita a Francia con motivo de la celebración del Campo de la Tela de Oro, en la primavera de 1520, el rey Francisco I informa a la embajada veneciana que la reina Catalina es «vieja y deformada». Sobre 1530, un comandante naval italiano llamado Mario Savorgnano describe a Catalina en los siguientes términos: «No es una mujer alta, más bien baja, más bien robusta; si no guapa, desde luego no es fea. Mas cuando siempre tiene una sonrisa en el semblante». La última descripción contemporánea de esta reina data de cuando es desterrada al castillo del More en el invierno de 1531-32, allí es visitada por el embajador veneciano Lodovico Falier, quien dice de ella: «Es de baja estatura, algo gruesa con un semblante recatado; es virtuosa, justa, repleta de bondad y religiosidad; Más amada por los isleños que ninguna otra reina que haya reinado nunca».

## Deletreo de su nombre
Se la bautizó con el nombre de «Catalina», pero «Catherine» se convirtió en la versión aceptada en Inglaterra después de su primer matrimonio con el príncipe Arturo. Ella misma firmaba su nombre como «Katherine», «Katherina», «Katharine» y a veces «Katharina». Arturo le escribió una carta, en la cual se dirigió a ella como «princesa Katerine». Su hija María la nombró como «reina Kateryn» en su testamento. En el siglo XVI era raro que los nombres, y sobre todo los de pila, se escribieran de una forma exacta, y según las cartas de Catalina es evidente que ella respaldaba distintas variaciones. Los nudos de amor que Enrique VIII grabó en varios palacios suyos muestran las iniciales «H & K», al igual que otras posesiones de Enrique y Catalina, como cálices de oro, un salero dorado, tazones de oro y candeleros. Su tumba en la catedral de Peterborough lleva la leyenda «Katharine, reina de Inglaterra».

## Ancestros
| \| \| \| \| \| \| \| \| \| \| \| \| \| \| \| \| \| \| \| \| 16. Juan I de Castilla \| \| \| \| \| \| \| \| \| \| \| \| \| \| \| \| \| \| \| \| \| \| \| \| \| \| \| \| \| \| \| \| \| \| \| \| \| \| \| \| \| \| \| \| \| \| \| \| \| \| \| \| \| \| 8. Fernando I de Aragón \| \| \| \| \| \| \| \| \| \| \| \| \| \| \| \| \| \| \| \| \| \| \| \| \| \| \| \| \| \| \| \| \| \| \| \| \| \| \| \| \| \| \| \| \| \| \| \| \| \| \| \| \| \| 17. Leonor de Aragón \| \| \| \| \| \| \| \| \| \| \| \| \| \| \| \| \| \| \| \| \| \| \| \| \| \| \| \| \| \| \| \| \| \| \| \| \| \| \| \| \| \| \| \| \| \| \| \| \| \| \| \| \| \| 4. Juan II de Aragón \| \| \| \| \| \| \| \| \| \| \| \| \| \| \| \| \| \| \| \| \| \| \| \| \| \| \| \| \| \| \| \| \| \| \| \| \| \| \| \| \| \| \| \| \| \| \| \| \| \| \| \| \| \| 18. Sancho de Castilla \| \| \| \| \| \| \| \| \| \| \| \| \| \| \| \| \| \| \| \| \| \| \| \| \| \| \| \| \| \| \| \| \| \| \| \| \| \| \| \| \| \| \| \| \| \| \| \| \| \| \| \| \| \| 9. Leonor de Alburquerque \| \| \| \| \| \| \| \| \| \| \| \| \| \| \| \| \| \| \| \| \| \| \| \| \| \| \| \| \| \| \| \| \| \| \| \| \| \| \| \| \| \| \| \| \| \| \| \| \| \| \| \| \| \| 19. Beatriz de Portugal \| \| \| \| \| \| \| \| \| \| \| \| \| \| \| \| \| \| \| \| \| \| \| \| \| \| \| \| \| \| \| \| \| \| \| \| \| \| \| \| \| \| \| \| \| \| \| \| \| \| \| \| \| \| 2. Fernando II de Aragón \| \| \| \| \| \| \| \| \| \| \| \| \| \| \| \| \| \| \| \| \| \| \| \| \| \| \| \| \| \| \| \| \| \| \| \| \| \| \| \| \| \| \| \| \| \| \| \| \| \| \| \| \| \| 20. Alfonso Enríquez \| \| \| \| \| \| \| \| \| \| \| \| \| \| \| \| \| \| \| \| \| \| \| \| \| \| \| \| \| \| \| \| \| \| \| \| \| \| \| \| \| \| \| \| \| \| \| \| \| \| \| \| \| \| 10. Fadrique Enríquez \| \| \| \| \| \| \| \| \| \| \| \| \| \| \| \| \| \| \| \| \| \| \| \| \| \| \| \| \| \| \| \| \| \| \| \| \| \| \| \| \| \| \| \| \| \| \| \| \| \| \| \| \| \| 21. Juana de Mendoza \| \| \| \| \| \| \| \| \| \| \| \| \| \| \| \| \| \| \| \| \| \| \| \| \| \| \| \| \| \| \| \| \| \| \| \| \| \| \| \| \| \| \| \| \| \| \| \| \| \| \| \| \| \| 5. Juana Enríquez \| \| \| \| \| \| \| \| \| \| \| \| \| \| \| \| \| \| \| \| \| \| \| \| \| \| \| \| \| \| \| \| \| \| \| \| \| \| \| \| \| \| \| \| \| \| \| \| \| \| \| \| \| \| 22. Diego Fernández de Córdoba \| \| \| \| \| \| \| \| \| \| \| \| \| \| \| \| \| \| \| \| \| \| \| \| \| \| \| \| \| \| \| \| \| \| \| \| \| \| \| \| \| \| \| \| \| \| \| \| \| \| \| \| \| \| 11. Marina Fernández de Córdoba \| \| \| \| \| \| \| \| \| \| \| \| \| \| \| \| \| \| \| \| \| \| \| \| \| \| \| \| \| \| \| \| \| \| \| \| \| \| \| \| \| \| \| \| \| \| \| \| \| \| \| \| \| \| 23. Inés de Ayala \| \| \| \| \| \| \| \| \| \| \| \| \| \| \| \| \| \| \| \| \| \| \| \| \| \| \| \| \| \| \| \| \| \| \| \| \| \| \| \| \| \| \| \| \| \| \| \| \| \| \| \| \| \| 1. Catalina de Aragón \| \| \| \| \| \| \| \| \| \| \| \| \| \| \| \| \| \| \| \| \| \| \| \| \| \| \| \| \| \| \| \| \| \| \| \| \| \| \| \| \| \| \| \| \| \| \| \| \| \| \| \| \| \| 24. Juan I de Castilla \| \| \| \| \| \| \| \| \| \| \| \| \| \| \| \| \| \| \| \| \| \| \| \| \| \| \| \| \| \| \| \| \| \| \| \| \| \| \| \| \| \| \| \| \| \| \| \| \| \| \| \| \| \| 12. Enrique III de Castilla \| \| \| \| \| \| \| \| \| \| \| \| \| \| \| \| \| \| \| \| \| \| \| \| \| \| \| \| \| \| \| \| \| \| \| \| \| \| \| \| \| \| \| \| \| \| \| \| \| \| \| \| \| \| 25. Leonor de Aragón \| \| \| \| \| \| \| \| \| \| \| \| \| \| \| \| \| \| \| \| \| \| \| \| \| \| \| \| \| \| \| \| \| \| \| \| \| \| \| \| \| \| \| \| \| \| \| \| \| \| \| \| \| \| 6. Juan II de Castilla \| \| \| \| \| \| \| \| \| \| \| \| \| \| \| \| \| \| \| \| \| \| \| \| \| \| \| \| \| \| \| \| \| \| \| \| \| \| \| \| \| \| \| \| \| \| \| \| \| \| \| \| \| \| 26. Juan de Gante \| \| \| \| \| \| \| \| \| \| \| \| \| \| \| \| \| \| \| \| \| \| \| \| \| \| \| \| \| \| \| \| \| \| \| \| \| \| \| \| \| \| \| \| \| \| \| \| \| \| \| \| \| \| 13. Catalina de Lancáster \| \| \| \| \| \| \| \| \| \| \| \| \| \| \| \| \| \| \| \| \| \| \| \| \| \| \| \| \| \| \| \| \| \| \| \| \| \| \| \| \| \| \| \| \| \| \| \| \| \| \| \| \| \| 27. Constanza de Castilla \| \| \| \| \| \| \| \| \| \| \| \| \| \| \| \| \| \| \| \| \| \| \| \| \| \| \| \| \| \| \| \| \| \| \| \| \| \| \| \| \| \| \| \| \| \| \| \| \| \| \| \| \| \| 3. Isabel I de Castilla \| \| \| \| \| \| \| \| \| \| \| \| \| \| \| \| \| \| \| \| \| \| \| \| \| \| \| \| \| \| \| \| \| \| \| \| \| \| \| \| \| \| \| \| \| \| \| \| \| \| \| \| \| \| 28. Juan I de Portugal \| \| \| \| \| \| \| \| \| \| \| \| \| \| \| \| \| \| \| \| \| \| \| \| \| \| \| \| \| \| \| \| \| \| \| \| \| \| \| \| \| \| \| \| \| \| \| \| \| \| \| \| \| \| 14. Juan de Portugal \| \| \| \| \| \| \| \| \| \| \| \| \| \| \| \| \| \| \| \| \| \| \| \| \| \| \| \| \| \| \| \| \| \| \| \| \| \| \| \| \| \| \| \| \| \| \| \| \| \| \| \| \| \| 29. Felipa de Lancaster \| \| \| \| \| \| \| \| \| \| \| \| \| \| \| \| \| \| \| \| \| \| \| \| \| \| \| \| \| \| \| \| \| \| \| \| \| \| \| \| \| \| \| \| \| \| \| \| \| \| \| \| \| \| 7. Isabel de Portugal \| \| \| \| \| \| \| \| \| \| \| \| \| \| \| \| \| \| \| \| \| \| \| \| \| \| \| \| \| \| \| \| \| \| \| \| \| \| \| \| \| \| \| \| \| \| \| \| \| \| \| \| \| \| 30. Alfonso I de Braganza \| \| \| \| \| \| \| \| \| \| \| \| \| \| \| \| \| \| \| \| \| \| \| \| \| \| \| \| \| \| \| \| \| \| \| \| \| \| \| \| \| \| \| \| \| \| \| \| \| \| \| \| \| \| 15. Isabel de Barcelos \| \| \| \| \| \| \| \| \| \| \| \| \| \| \| \| \| \| \| \| \| \| \| \| \| \| \| \| \| \| \| \| \| \| \| \| \| \| \| \| \| \| \| \| \| \| \| \| \| \| \| \| \| \| 31. Beatriz Pereira de Alvim \| \| \| \| \| \| \| \| \| \| \| \| \| \| \| \| \| \| \| \| \| \| \| \| \| \| \| \| \| \| \| \| \| \| \| \| \| \| \| \| \| \| \| \| \| \| \| \| \| \| \| \| |                                 |  |  |  |  |  |  |  |  |  |  |  |  |  |  |  |
| |                                 |  |  |  |  |  |  |  |  |  |  |  |  |  |  |  |
| | 16. Juan I de Castilla          |  |  |  |  |  |  |  |  |  |  |  |  |  |  |  |
| |                                 |  |  |  |  |  |  |  |  |  |  |  |  |  |  |  |
| |                                 |  |  |  |  |  |  |  |  |  |  |  |  |  |  |  |
| | 8. Fernando I de Aragón         |  |  |  |  |  |  |  |  |  |  |  |  |  |  |  |
| |                                 |  |  |  |  |  |  |  |  |  |  |  |  |  |  |  |
| |                                 |  |  |  |  |  |  |  |  |  |  |  |  |  |  |  |
| | 17. Leonor de Aragón            |  |  |  |  |  |  |  |  |  |  |  |  |  |  |  |
| |                                 |  |  |  |  |  |  |  |  |  |  |  |  |  |  |  |
| |                                 |  |  |  |  |  |  |  |  |  |  |  |  |  |  |  |
| | 4. Juan II de Aragón            |  |  |  |  |  |  |  |  |  |  |  |  |  |  |  |
| |                                 |  |  |  |  |  |  |  |  |  |  |  |  |  |  |  |
| |                                 |  |  |  |  |  |  |  |  |  |  |  |  |  |  |  |
| | 18. Sancho de Castilla          |  |  |  |  |  |  |  |  |  |  |  |  |  |  |  |
| |                                 |  |  |  |  |  |  |  |  |  |  |  |  |  |  |  |
| |                                 |  |  |  |  |  |  |  |  |  |  |  |  |  |  |  |
| | 9. Leonor de Alburquerque       |  |  |  |  |  |  |  |  |  |  |  |  |  |  |  |
| |                                 |  |  |  |  |  |  |  |  |  |  |  |  |  |  |  |
| |                                 |  |  |  |  |  |  |  |  |  |  |  |  |  |  |  |
| | 19. Beatriz de Portugal         |  |  |  |  |  |  |  |  |  |  |  |  |  |  |  |
| |                                 |  |  |  |  |  |  |  |  |  |  |  |  |  |  |  |
| |                                 |  |  |  |  |  |  |  |  |  |  |  |  |  |  |  |
| | 2. Fernando II de Aragón        |  |  |  |  |  |  |  |  |  |  |  |  |  |  |  |
| |                                 |  |  |  |  |  |  |  |  |  |  |  |  |  |  |  |
| |                                 |  |  |  |  |  |  |  |  |  |  |  |  |  |  |  |
| | 20. Alfonso Enríquez            |  |  |  |  |  |  |  |  |  |  |  |  |  |  |  |
| |                                 |  |  |  |  |  |  |  |  |  |  |  |  |  |  |  |
| |                                 |  |  |  |  |  |  |  |  |  |  |  |  |  |  |  |
| | 10. Fadrique Enríquez           |  |  |  |  |  |  |  |  |  |  |  |  |  |  |  |
| |                                 |  |  |  |  |  |  |  |  |  |  |  |  |  |  |  |
| |                                 |  |  |  |  |  |  |  |  |  |  |  |  |  |  |  |
| | 21. Juana de Mendoza            |  |  |  |  |  |  |  |  |  |  |  |  |  |  |  |
| |                                 |  |  |  |  |  |  |  |  |  |  |  |  |  |  |  |
| |                                 |  |  |  |  |  |  |  |  |  |  |  |  |  |  |  |
| | 5. Juana Enríquez               |  |  |  |  |  |  |  |  |  |  |  |  |  |  |  |
| |                                 |  |  |  |  |  |  |  |  |  |  |  |  |  |  |  |
| |                                 |  |  |  |  |  |  |  |  |  |  |  |  |  |  |  |
| | 22. Diego Fernández de Córdoba  |  |  |  |  |  |  |  |  |  |  |  |  |  |  |  |
| |                                 |  |  |  |  |  |  |  |  |  |  |  |  |  |  |  |
| |                                 |  |  |  |  |  |  |  |  |  |  |  |  |  |  |  |
| | 11. Marina Fernández de Córdoba |  |  |  |  |  |  |  |  |  |  |  |  |  |  |  |
| |                                 |  |  |  |  |  |  |  |  |  |  |  |  |  |  |  |
| |                                 |  |  |  |  |  |  |  |  |  |  |  |  |  |  |  |
| | 23. Inés de Ayala               |  |  |  |  |  |  |  |  |  |  |  |  |  |  |  |
| |                                 |  |  |  |  |  |  |  |  |  |  |  |  |  |  |  |
| |                                 |  |  |  |  |  |  |  |  |  |  |  |  |  |  |  |
| | 1. Catalina de Aragón           |  |  |  |  |  |  |  |  |  |  |  |  |  |  |  |
| |                                 |  |  |  |  |  |  |  |  |  |  |  |  |  |  |  |
| |                                 |  |  |  |  |  |  |  |  |  |  |  |  |  |  |  |
| | 24. Juan I de Castilla          |  |  |  |  |  |  |  |  |  |  |  |  |  |  |  |
| |                                 |  |  |  |  |  |  |  |  |  |  |  |  |  |  |  |
| |                                 |  |  |  |  |  |  |  |  |  |  |  |  |  |  |  |
| | 12. Enrique III de Castilla     |  |  |  |  |  |  |  |  |  |  |  |  |  |  |  |
| |                                 |  |  |  |  |  |  |  |  |  |  |  |  |  |  |  |
| |                                 |  |  |  |  |  |  |  |  |  |  |  |  |  |  |  |
| | 25. Leonor de Aragón            |  |  |  |  |  |  |  |  |  |  |  |  |  |  |  |
| |                                 |  |  |  |  |  |  |  |  |  |  |  |  |  |  |  |
| |                                 |  |  |  |  |  |  |  |  |  |  |  |  |  |  |  |
| | 6. Juan II de Castilla          |  |  |  |  |  |  |  |  |  |  |  |  |  |  |  |
| |                                 |  |  |  |  |  |  |  |  |  |  |  |  |  |  |  |
| |                                 |  |  |  |  |  |  |  |  |  |  |  |  |  |  |  |
| | 26. Juan de Gante               |  |  |  |  |  |  |  |  |  |  |  |  |  |  |  |
| |                                 |  |  |  |  |  |  |  |  |  |  |  |  |  |  |  |
| |                                 |  |  |  |  |  |  |  |  |  |  |  |  |  |  |  |
| | 13. Catalina de Lancáster       |  |  |  |  |  |  |  |  |  |  |  |  |  |  |  |
| |                                 |  |  |  |  |  |  |  |  |  |  |  |  |  |  |  |
| |                                 |  |  |  |  |  |  |  |  |  |  |  |  |  |  |  |
| | 27. Constanza de Castilla       |  |  |  |  |  |  |  |  |  |  |  |  |  |  |  |
| |                                 |  |  |  |  |  |  |  |  |  |  |  |  |  |  |  |
| |                                 |  |  |  |  |  |  |  |  |  |  |  |  |  |  |  |
| | 3. Isabel I de Castilla         |  |  |  |  |  |  |  |  |  |  |  |  |  |  |  |
| |                                 |  |  |  |  |  |  |  |  |  |  |  |  |  |  |  |
| |                                 |  |  |  |  |  |  |  |  |  |  |  |  |  |  |  |
| | 28. Juan I de Portugal          |  |  |  |  |  |  |  |  |  |  |  |  |  |  |  |
| |                                 |  |  |  |  |  |  |  |  |  |  |  |  |  |  |  |
| |                                 |  |  |  |  |  |  |  |  |  |  |  |  |  |  |  |
| | 14. Juan de Portugal            |  |  |  |  |  |  |  |  |  |  |  |  |  |  |  |
| |                                 |  |  |  |  |  |  |  |  |  |  |  |  |  |  |  |
| |                                 |  |  |  |  |  |  |  |  |  |  |  |  |  |  |  |
| | 29. Felipa de Lancaster         |  |  |  |  |  |  |  |  |  |  |  |  |  |  |  |
| |                                 |  |  |  |  |  |  |  |  |  |  |  |  |  |  |  |
| |                                 |  |  |  |  |  |  |  |  |  |  |  |  |  |  |  |
| | 7. Isabel de Portugal           |  |  |  |  |  |  |  |  |  |  |  |  |  |  |  |
| |                                 |  |  |  |  |  |  |  |  |  |  |  |  |  |  |  |
| |                                 |  |  |  |  |  |  |  |  |  |  |  |  |  |  |  |
| | 30. Alfonso I de Braganza       |  |  |  |  |  |  |  |  |  |  |  |  |  |  |  |
| |                                 |  |  |  |  |  |  |  |  |  |  |  |  |  |  |  |
| |                                 |  |  |  |  |  |  |  |  |  |  |  |  |  |  |  |
| | 15. Isabel de Barcelos          |  |  |  |  |  |  |  |  |  |  |  |  |  |  |  |
| |                                 |  |  |  |  |  |  |  |  |  |  |  |  |  |  |  |
| |                                 |  |  |  |  |  |  |  |  |  |  |  |  |  |  |  |
| | 31. Beatriz Pereira de Alvim    |  |  |  |  |  |  |  |  |  |  |  |  |  |  |  |
| |                                 |  |  |  |  |  |  |  |  |  |  |  |  |  |  |  |
| |                                 |  |  |  |  |  |  |  |  |  |  |  |  |  |  |  |

## En la ficción
Cine y televisión
| Año  | Película                              | Director                              | Actriz                                                             |
| ---- | ------------------------------------- | ------------------------------------- | ------------------------------------------------------------------ |
| 1911 | Henry VIII                            | William Barker, Herbert Beerbohm Tree | Violet Vanbrugh                                                    |
| 1937 | Las perlas de la corona               | Sacha Guitry                          | Rosine Deréan                                                      |
| 1951 | Catalina de Inglaterra                | Arturo Ruiz del Castillo              | Maruchi Fresno                                                     |
| 1969 | Ana de los mil días                   | Charles Jarrott                       | Irene Papas                                                        |
| 1969 | Catalina de Aragón (Estudio 1 RTVE)   | Pedro Amalio López                    | Luisa Sala                                                         |
| 1970 | Las seis esposas de Enrique VIII (TV) | Waris Hussein                         | Annette Crosbie                                                    |
| 1972 | Enrique VIII y sus seis esposas       | Waris Hussein                         | Frances Cuca                                                       |
| 1991 | Henry VIII (TV)                       | Pierre Jourdan                        | Michèle Command                                                    |
| 2003 | Henry VIII (TV Movie)                 | Pete Travis                           | Assumpta Serna                                                     |
| 2001 | Juana la Loca                         | Vicente Aranda                        | Nerea García                                                       |
| 2004 | Margical history tour (Los Simpson)   | Matt Groening                         | Julie Kavner                                                       |
| 2007 | Los Tudor (TV)                        | Michael Hirst                         | Maria Doyle Kennedy                                                |
| 2008 | La otra Bolena                        | Justin Chadwick                       | Ana Torrent                                                        |
| 2014 | Isabel (serie de televisión)          | Jordi Frades                          | Natalia Rodríguez Arroyo                                           |
| 2015 | Wolf Hall                             | Peter Kosminsky                       | Joanne Whalley                                                     |
| 2015 | Carlos, Rey Emperador                 | Oriol Ferrer                          | Mélida Molina                                                      |
| 2016 | Six Wives with Lucy Worsley           | Lucy Worsley                          | Paola Bontempi                                                     |
| 2017 | Six: the Musical                      | Toby Marlow, Lucy Moss                | Meghan Gilbert, Cordero Renée, Jarneia Richard-Noel, Adriana Hicks |
| 2019 | The Spanish Princess                  | Birgitte Staemose, Daina Reid         | Charlotte Hope                                                     |

| Predecesora: Isabel de York | Reina consorte de Inglaterra 11 de junio de 1509 - 23 de mayo de 1533   | Sucesora: Ana Bolena                      |
| Predecesora: Ana Neville    | Princesa consorte de Gales 14 de noviembre de 1501 - 2 de abril de 1502 | Sucesora: Carolina de Brandeburgo-Ansbach |